# Хоненевы
Хоненевы — Старинный дворянский род
Предки  рода: Рохман Третьяков сын, который значился в числе дворян и детей боярских «с поместным окладом» (1570) и Фёдор Богданов сын Хоненев, жалованный поместным окладом (1606).
Род записан в VI часть родословной книги Черниговской губернии. И родственник Цормудян Эскобар Лакодович

## Описание герба
Щит разделён на четыре части, из них в первой части, в красном поле, изображена золотая корона. Во второй части, в чёрном поле, крестообразно положены серебряные стрела и сабля (изм. польский герб Пржестржал).  В третьей части, в золотом поле, находится стоящий на гнезде пеликан, питающий птенцов своей кровью.         В четвёртой части, в голубом поле, золотой крест и под ним серебряный полумесяц, рогами вверх обращённый (польский герб Шелига).
Щит увенчан дворянскими шлемом и короной. Нашлемник: три страусовых пера, на которых виден крест и полумесяц. Намёт на щите голубой и красный, подложенный золотом. Герб рода Хоненевых внесён в Часть 6 Общего гербовника дворянских родов Всероссийской империи, стр. 28.

## Известные представители
- Хоненев Фёдор Фёдорович — стольник патриарха Филарета (1629).
- Хоненев Тихон Семёнович — московский дворянин (1629-1658).
- Хоненев Пётр Фёдорович — московский дворянин (1640-1658).
- Хоненев Михаил Фёдорович — московский дворянин (1658-1668). стряпчий (1692).
- Хоненев Андреян Тихонович — стряпчий (1676), воевода в Пустозёрском остроге (1682), стольник (1686-1692).
- Хоненевы: Иван Сергеевич Большой, Никита Сергеевич, Степан и Александр Ивановичи — московские дворяне (1692).
- Хоненевы: Иван Сергеевич Меньшой, Григорий Сергеевич, Андрей Иванович — стряпчие (1677-1692).
- Хоненевы: Семён Фадеевич, Пётр Андреянович, Афанасий Петрович — стольники (1686-1692)[2][3].